# Sport invernali sul Mottarone
Il Mottarone è una storica località sciistica della provincia del Verbano-Cusio-Ossola.

## Storia

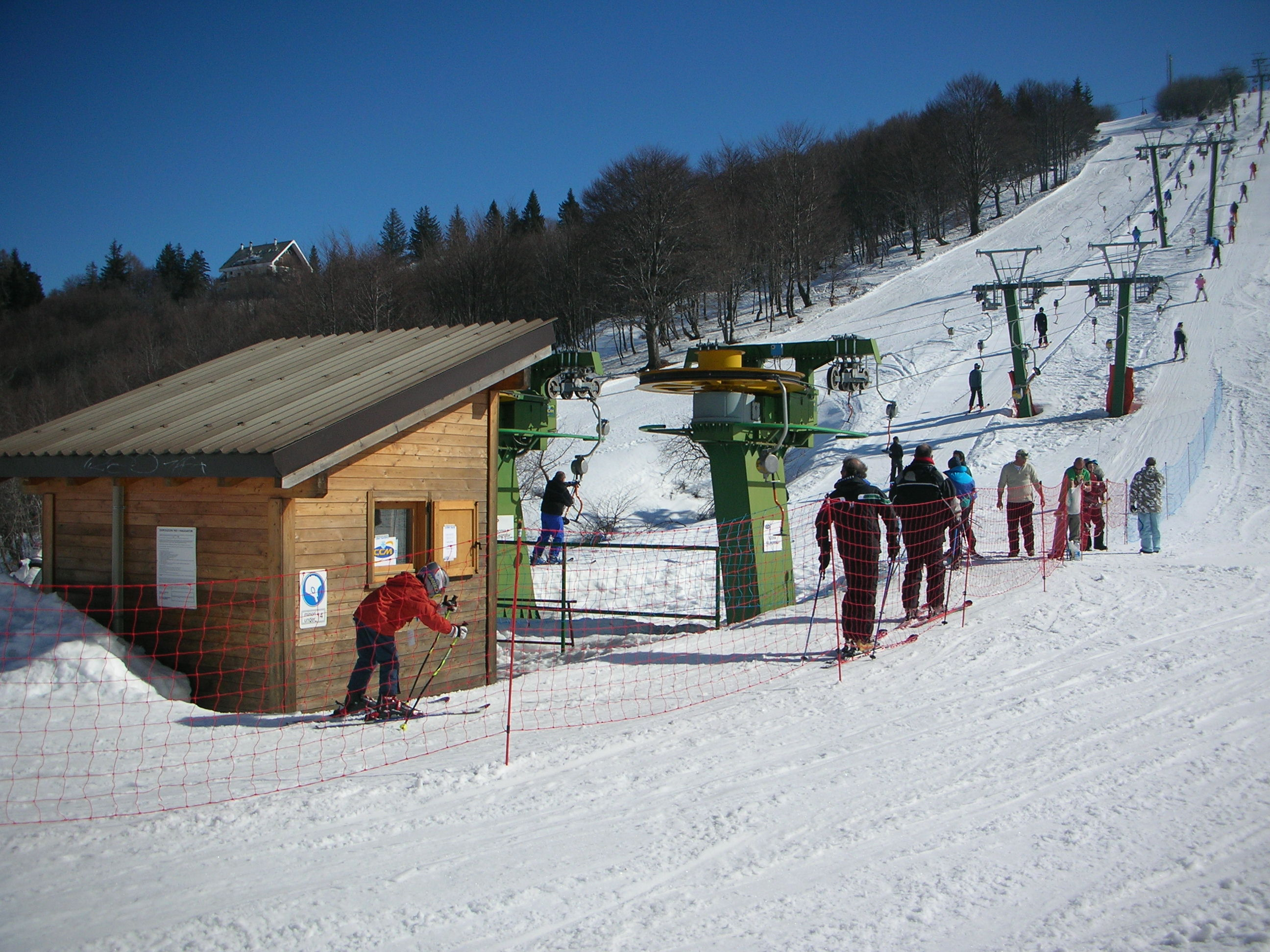
Gli impianti sciistici del Mottarone: in primo piano la stazione di partenza dello skilift doppio Selva Spessa

### Le origini dello sci sul Mottarone
Il turismo sul Mottarone iniziò a diffondersi nella seconda metà dell'Ottocento e subì un impulso a partire dal 1884, anno di apertura del Grand Hotel Mottarone. Diversamente, lo sci sul Mottarone cominciò più tardi a partire dal 1908, quando il Grand Hotel Mottarone decise di restare aperto anche in inverno. Proprio in quel periodo, nel 1909, nacque lo Sci Club Mottarone, uno dei primi d'Italia.

### Il successo della località sciistica fino alla seconda guerra mondiale
Sul Mottarone lo sci - inteso come sport di massa - arrivò a partire dal 1911, anno dell'inaugurazione della ferrovia a cremagliera Stresa-Mottarone (la prima a cremagliera in Italia), che percorreva il percorso di 10 km in circa un'ora, effettuando sei fermate.
Tra il 1912 e il 1915 il Mottarone iniziò ad affermarsi come una delle maggiori località sciistiche italiane, gli sciatori accorrevano numerosi e utilizzavano il trenino come skilift (veniva ripreso alla fermata precedente all'arrivo in vetta).
Dopo la prima guerra mondiale, lo sci al Mottarone venne praticato ancora più di prima, anche grazie alla costruzione della carrozzabile proveniente da Armeno, inaugurata nel 1930.

#### La prima gara internazionale di slalom gigante in Italia
Il 20 gennaio 1935, al Mottarone venne disputata la prima gara internazionale di sci in Italia, in cui nacque lo slalom gigante, denominata "Coppa d'oro del Duce". La pista era lunga un chilometro e mezzo e aveva trecentocinquanta metri di dislivello. In occasione di quest'evento venne realizzato anche un trampolino per il salto con gli sci. 

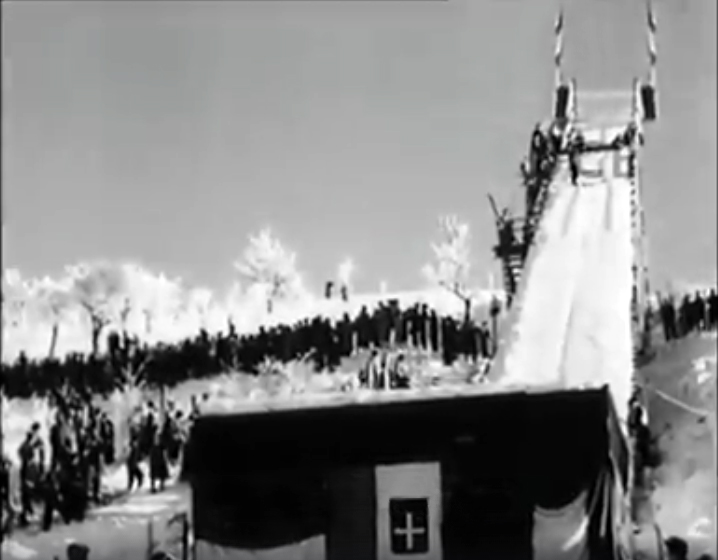
Veduta del trampolino "Dux", 1935

Nel 1940 venne inaugurato il primo vero impianto di risalita per sciatori, si trattava di una slittovia, chiamata da tutti "slittone". Essa era tirata da un argano posto in cima alla vetta e trasportava una trentina di sciatori alla volta lungo quello che adesso è il percorso della pista "Scoiattoli". Nel primo tratto la salita correva parallela al trampolino di salto con gli sci, poi dismesso, di cui sono poi rimasti visibili per decenni i muretti del dente.
La guerra mise però in difficoltà lo sci ed anche il turismo, visto che il 17 gennaio 1943 il Grand Hotel Mottarone bruciò interamente a causa di un corto circuito.

### Il dopoguerra
Al termine della guerra la situazione si presentava difficile, ma ciononostante, nel 1946, venne aperta la Baita Omegna e nel 1948 venne inaugurata la strada Borromea, che permise di raggiungere il Mottarone in auto da Stresa.
Negli anni Cinquanta al Mottarone, su iniziativa dei fratelli Gaetano ed Enrico Motti, vennero costruiti moderni impianti skilift, che consentirono di ampliare il comprensorio sciistico e di accogliere un maggiore numero di sciatori. Vennero invece smantellati lo "slittone" ed il trampolino per il salto. Alla fine degli anni Cinquanta al Mottarone c'erano 4 skilift: Baby 1 (che fu il primo skilift ad essere costruito), Selva Spessa, Baby 2 e La Rossa.

### Le rivoluzioni degli anni '60 e '70
Negli anni precedenti l'inaugurazione della funivia, avvenuta 1970, si ebbe un ammodernamento degli skilift, operato dalla ditta torinese Marchisio: nel 1964 il "Selva Spessa" venne sostituito da uno skilift doppio; nel 1969 fu, invece, il "Baby 1" a venire rinnovato; l'anno successivo, venne inaugurato lo skilift Baita Omegna che consentiva un ampliamento del comprensorio sciistico, con piste panoramiche sul Lago d'Orta. Quindi, nel 1970 al Mottarone c'erano 6 skilift, tutti costruiti dalla Marchisio: Baby 1, Baby 2, Selva Spessa, Selva Spessa bis, La Rossa e Baita Omegna.
L'affluenza agli impianti sciistici fu sempre molto alta e, grazie a questo, anche negli anni settanta vennero costruiti nuovi skilift: nel 1974 il vecchio impianto della Rossa venne affiancato da un nuovo skilift, funzionante sino al 2009; nel 1976 venne ulteriormente ampliato il comprensorio sciistico grazie alla costruzione dello skilift Alpe Corti, che serve una pista lunga 2,5 km, con un arrivo panoramico sul Lago Maggiore.

### Le incertezze degli anni '80 e '90
Negli anni Ottanta, il Mottarone iniziò a subire inverni con scarse nevicate e la concorrenza delle stazioni sciistiche dell'Ossola, in particolare Macugnaga.
Per rilanciare lo sci nel 1988 vennero rinnovati due skilift, tuttora funzionanti: il Baita Omegna e il La Rossa. Venne, inoltre, smantellato lo skilift Baby 2. Gli anni Novanta furono abbastanza positivi, anche se gli impianti del Mottarone arrivarono all'alba del terzo millennio, con un cambio di gestione e molte incertezze. Gli impianti vengono infatti ceduti dalla famiglia Motti alla società S4 dei fratelli Stefano e Davide Sappa.

### Gli anni 2000
Nei primi anni del 2000, insieme alla nuova gestione, arrivarono diverse novità: per aumentare la portata oraria complessiva della stazione sciistica fino a 5600 persone, vennero costruiti tre nuovi skilift, in sostituzione degli ormai vetusti impianti Baby 1, Selva Spessa, Selva Spessa bis; per 5 piste venne installato l'impianto di innevamento programmato; anche il Mottarone aderì al progetto Neveazzurra per potersi dotare di un unico skipass valido per tutte le località sciistiche della provincia.
Per il periodo estivo, invece, si decise di inaugurare due piste per praticare tubby; e realizzare una pista con manto sintetico per poter sciare anche d'estate.
Nel 2009 venne realizzata una seggiovia biposto, allo scopo di collegare la stazione di arrivo della funivia da Stresa, con la Croce in vetta alla montagna.

#### Le vicende giudiziarie
Il 3 dicembre del 2013 gli impianti sono stati sigillati, in seguito ad un'istanza di sfratto per morosità, da parte della famiglia Borromeo, proprietaria di parte dei terreni delle piste da sci. Il sigillo è dovuto ad un contenzioso iniziato nel 2009. La società impianti, appellandosi ad una legge regionale che afferma la pubblica utilità delle aree sciabili, con la possibilità, da parte dei Comuni, di istituire servitù coattive sulle piste da sci, ha sospeso il pagamento degli affitti alla famiglia Borromeo. Dopo anni di dispute e svariate sentenze sia del Tribunale civile di Verbania, che del TAR del Piemonte, la questione non è ancora chiusa. Attualmente gli impianti, riaperti dal 14 dicembre 2013, in seguito ad alcuni provvedimenti adottati dal Comune di Stresa, si trovano nella possibilità di essere regolarmente aperti durante la stagione sciistica.

#### L'acquisto degli impianti da parte della famiglia Borromeo
Nel maggio 2016 gli impianti vengono acquistati dalla società 360 Mottarone di Eleonora Cresta e Maddalena Giancola . 

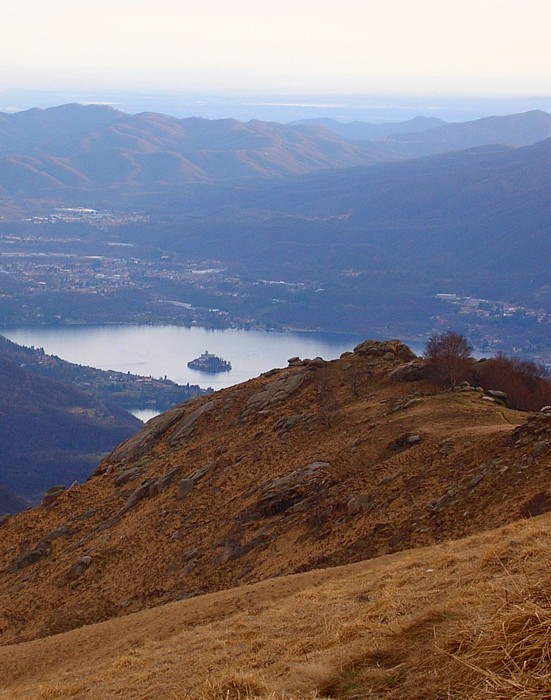
Il lago d'Orta dal Mottarone

 Immediatamente dopo, le quote vengono rilevate dalla famiglia Borromeo e la società assume la nuova denominazione di Parco del Mottarone srl. 

La nuova gestione intraprende da subito investimenti tecnici che portano al potenziamento dell'impianto di innevamento programmato con l'acquisto di nuovi cannoni di ultima generazione. Per il futuro è previsto un ulteriore potenziamento dell'impianto con un investimento da 150.000 euro, che vedrà l'ampliamento del numero di piste innevabili e l'ingrandimento del bacino idrico di approvvigionamento. 

## Sci

### Piste di sci alpino
Sono presenti ventuno piste, di cui otto blu, dieci rosse e tre nere della lunghezza complessiva di 21 km. Attualmente con la dismissione degli skilift Alpe Corti e Baita Omegna le piste utilizzabili sono 15. Cinque di queste godono di un impianto di innevamento programmato per un totale di oltre 5 km.
Le piste sono attualmente servite da 4 skilift e da due nastro trasportatore.
Ecco un elenco delle piste di sci alpino del Mottarone.

Piste servite dallo skilift Baby (1439–1488 m)
- Baby 1 (illuminazione per lo sci in notturna)

Piste servite dagli skilift Selva Spessa 1&2 (1370–1489 m)
- Campetti Milanesi
- Selva Spessa

- Selva Spessa bis
- Scoiattoli

Piste servite dallo skilift La Rossa (1305–1437 m)
- Baby 2
- Bosco (Pista K)
- Bosco 1 (Pista K1)
- Bosco 2 (Pista K2)
- La Rossa
- Variante Rossa
- Raccordo Rossa/Selva
- Allenamenti
- Variante Allenamenti (La Rossa Bis)
- Tri Asan

Piste servite dallo skilift Alpe Corti (1196–1401 m) - attualmente fuori servizio per fine vita tecnica 
- Alpe Corti (attualmente fuori servizio per fine vita tecnica dello skilift)
- Variante Alpe Corti (attualmente fuori servizio per fine vita tecnica dello skilift)

Piste servite dallo skilift Baita Omegna (1269–1420 m) 
- attualmente fuori servizio per mancata revisione generale trentennale 
- Baita Omegna (attualmente fuori servizio per mancata revisione skilift)
- Variante Baita (attualmente fuori servizio per mancata revisione skilift)
- Sasso Rana (attualmente fuori servizio per mancata revisione skilift)

### Impianti di risalita attuali
- Funivia Stresa-Alpino-Mottarone, costruita dalla ditta Piemonte Funivie nel 1970, attualmente fuori servizio a causa dell'incidente funiviario del maggio 2021
- Seggiovia biposto Mottarone Vetta, costruita dalla ditta Leitner nel 2009, attualmente fuori servizio per revoca concessione al gestore Ferrovie del Mottarone in seguito all'incidente del maggio 2021
- Skilift Baby, costruito dalla ditta CCM nel 2001
- Skilift Selva Spessa 2, costruito dalla ditta CCM nel 2001
- Skilift Selva Spessa 1, costruito dalla ditta CCM nel 2001
- Skilift Alpe Corti, costruito dalla ditta Marchisio nel 1976 (attualmente dismesso per fine vita tecnica)
- Skilift La Rossa, costruito dalla ditta Leitner nel 1988
- Skilift Baita Omegna, costruito dalla ditta Leitner nel 1988 (attualmente dismesso per mancata revisione generale)
- Tapis roulant Campo Scuola, costruito dalla ditta Sunkid nel 2007
- Tapis roulant Area Bob, costruito nel 2012

## Curiosità
Nella cappelletta che si incontra tra l'arrivo della funivia che giunge da Stresa e la pista Baby 2, a una parete è appesa la maglia rosa di Vittorio Adorni, vinta al Giro d'Italia del 1965. La moglie di Adorni, Vitaliana, è stata per anni maestra di sci presso la Scuola di Sci del Mottarone. La fonte Vitaliana fu edificata in memoria del Nobil Uomo "Il Principe Vitaliano Arese Borromeo".